# 聖・はいぱあ警備隊
『聖・はいぱあ警備隊』（せんとはいぱあけいびたい）は、森生まさみによる少女漫画。『LaLa DX』（白泉社）にて1993年から2000年まで連載されていた。コミックス全11巻が発売されているほか、全5巻の文庫版も出版されている。

## あらすじ
共学校になったばかりの私立東郷高校へ入学してきた主人公、梨本つぶらは、気の強い性格が災いして入学初日から上級生に絡まれていたところを助けられる。彼は全校生徒1,200人のうち20人の女子を守る風紀委員会、通称「はいぱあ警備隊」の隊長（委員長）である高屋敷昴だった。自分を助けてくれた高屋敷のことが気になって仕方がないつぶらだったが、とにかく天の邪鬼な性格の彼女はなかなか本音を言うことが出来なかった。対する高屋敷もつぶらのことが気になっていたが、彼は彼で純情すぎ、自分の気持ちをなかなか理解することが出来ないでいた。
ある日、自分の盗撮写真が流通していることを知ったつぶらは出所を調べるために男装をして調査をすることにしたが、その中途で同様に捜査中の高屋敷に不審がられ捕らえられてしまう。その際とっさに彼女は自らを思いつきで「はいぱあ仮面」と称するが、純真な高屋敷はそれを信じ込んでしまった。その後、正義の味方はいぱあ仮面と高屋敷は盗撮写真が「紳士クラブ」なる組織によるものあること、そしてそれは学園内で金儲けを企む悪の総元締め「Z」によるものだと知り、その取引が行われるオークションで Z を取り押さえることになった。さらには生徒の力が極めて強い学園において圧倒的権力を持つゲイの生徒会長、黒峰理一郎率いる生徒会も加わり、さまざまなトラブルを経験していくことになる。
天の邪鬼なつぶらと純情すぎる高屋敷の2人は、はいぱあ仮面（＝つぶら）と高屋敷の関係も絡みつつ、お互い惹かれあいながらもなかなか結ばれない不思議なカップルとなっていくのだった。

## 登場人物
梨本 つぶら（なしもと つぶら）
東郷高校へ入学してきた1年生。外見はかわいいものの、天の邪鬼で、自分の気持ちを素直に伝えることのできない損な性格。しかも「暴れ馬」と称されるほど感情が爆発すると周囲に暴力を振るいはじめてしまう癖を持っている。入学式で高屋敷に助けられて以来、彼のことがずっと気になってはいるが、「好き」と言おうとすると「キライ」と言ってしまうほどに天の邪鬼なためになかなか想いを伝えられず、その度に後悔する日々を送る。
はいぱあ仮面
つぶらが男装をした姿。単純な高屋敷によって正義の味方として扱われる。のちには学園の正義の象徴となる。
当初ははいぱあ仮面を男だと思っていた高屋敷だったが、それが女であると気付いてからはつぶらとはいぱあ仮面の間で気持ちが揺れることに悩み始める。つぶらも本来の自分とはいぱあ仮面としての自分にはさまれることになる。
高屋敷 昴 （たかやしき すばる）
「はいぱあ警備隊」と称される風紀委員会の委員長であり、「隊長」などと呼称される。つぶらを入学式の日に助けて以降、様々なトラブルを巻き起こしたり巻き込まれるつぶらを助け続けることになるが、その過程で彼女の魅力に惹かれていくことになる。とにかく純情で真っ正直な人間であり、嘘をつくことができない。鮎川とはつぶらを巡ってライバルとなり、何度も殴り合いをすることになる。
途中でははいぱあ仮面の正体に気付くものの、あくまで彼女が自らそれを告白してくるのを待つことになる。
はいぱあ仮面2号
高屋敷がはいぱあ仮面に変身して名乗った名前。酒を飲むと性格が変わるほどの酒乱だが、必ず飲んでから変身して暴れまわる。
鮎川 拓 （あゆかわ たく）
8代目の「Z」。生徒会からの依頼を受けてつぶらと高屋敷の仲を切り裂こうとし、はいぱあ仮面2号の正体を明かしたりした。はいぱあ仮面の正体を比較的早く知るとともに、つぶらも Z の正体にいち早く気付くことになる。当初は依頼のため、あるいは嫌いな高屋敷を困らせるためにつぶらに接近していたが、後々本気でつぶらを振り向かせようと様々な策を講じる。その一方で、物語後半からは紅咲小町との腐れ縁的な関係も始まる事となる。
Z （ぜっと）
学園に代々続く存在で、学園内で依頼を受けたり闇取引などを行って利潤を得ている「闇の商売人」。盗撮写真のオークションからデートの斡旋業まで様々な商いに手を出している。Z として行動するときは常に仮面を身に付け、自らの正体を明かさない。初代 Z はチームだったが、2代目で一旦途絶え、その後は代々1人で活動している。
黒峰 理一郎 （くろみね りいちろう）
生徒会会長。生徒の力が圧倒的な学園における実質上の最高権力者。曲者ぞろいの学園を一つに纏め上げるカリスマ性と権謀術数を駆使する頭脳を持ち合わせており、その威信ゆえに彼の率いる生徒会は「黒峰政権」と呼ばれている。ゲイである彼が取り仕切る生徒会は自らの趣味で集めたイケメン揃いとなっており、まるで「ハーレム」のようになっている。現在一番のお気に入りは高屋敷であり、疎んじられたくないため純真な彼にだけはゲイの事を隠している。利害の一致でZ と組んでいくつかの悪事に加担することもあるほか、家庭環境のせいで他人がどれだけ悲しもうと涙一つ零れない精神構造を持っている。女性全般が嫌い。
寒椿 （かんつばき）
生徒会役員の1人。黒峰に心酔している。
浜桔梗 （はまききょう）
生徒会役員の1人。梅原田と仲が良い。
梅原田 （うめはらだ）
生徒会役員の1人。浜桔梗と仲が良い。
菊切 （きくぎり）
生徒会役員の1人。生徒会の中では唯一完全なるノンケ。アニーに黒峰の近況などを伝えていた。
岩魚 善次郎 （いわな ぜんじろう）
鮎川など名前に魚が入っている人間を集め、黒峰政権からの学園解放を掲げる反体制組織「魚の鱗クラブ」の部長。黒峰が裏取引を行っている証拠を掴んで生徒会を追い落とそうとしたが、Z と連携した生徒会によって逆に陥れられ、既に一度同じような騒ぎを起こしていたこともあり自主退学を余儀なくされる。その後も復讐心に燃えリベンジするものの、いずれも Z やはいぱあ仮面・つぶら達と連携した生徒会に撃退されることになる。
私設「虹のかもめ」調査団
私立高校の理事長の依頼を受けて学園内の風紀を取り締まる「謎のオバサン3人組」。代表は湯川虹子。擬装を見破る鋭いプロの目を持つ。
黒峰の「モーホー」問題を含めて学園の風紀調査に訪れたが、調査団による査察を受けている間、生徒会側は「モーホー」との噂をカモフラージュするために黒峰とつぶらが恋人同士であるかのように擬装する作戦を実施することになる。しかし鮎川の裏切りによってバレてしまい、調査団は共学制廃止を勧告することになった。
アニー (Annie)
東郷高校理事長であるマイヤーの孫娘。B国での生活が長く日本語の不自由な理事長が「虹のかもめ」調査団の報告により来日した際に通訳として付き添い、学園と全校生徒を意のままに動かす悪代官タイプである黒峰に惚れる。後に黒峰が真性のゲイであることにショックを受けた上、彼に告白して手ひどく振られることになるが、それでも彼女は諦めずに再びチャレンジすることにした。初代 Z による黒峰および学園の危機の際には裏で手を回すことになる。
紅咲 小町 （くれさき こまち）
学園に代用教員として赴任してきた英語教師。24歳独身。前の赴任先を「ハメはずしすぎ」で解雇されるほどの自由奔放な不良教師だが、かなりの情報通であり、Z やはいぱあ仮面の正体にすぐに気付くだけでなく、学園の秘密の多くを手早く把握することになる。かなり美人で、恋愛に対しては情熱家。代用教員としての雇用期間が過ぎたら正規の教員として雇われるはずだったが兵頭の登場により無職になってしまう。
レディZ
紅咲が Z のマスクを借りて変身した姿であり、またの名を「おしおき仮面」。他のはいぱあ仮面や Z などと異なり誰から見ても一目で「紅咲先生」だが、そう呼ぶと怒り出す。
兵藤 明 （ひょうどう あきら）
代用教員であった紅咲の代わりに学園へと赴任して来た英語教師。物静かで、常に目が笑っていない。実際は初代 Z たちから派遣されて学園の調査を行っており、Z やはいぱあ仮面の正体を確認しようとする。初代 Z が学園の理事権を巡って生徒会・風紀・Z・はいぱあ仮面とゲームを行った際には中立の立場で審判を行うが、はいぱあ仮面の演説に突き動かされ、3代目 Z であることを明かして生徒会側へと転じることになった。

## 書籍情報

### コミックス
- 『聖・はいぱあ警備隊』 白泉社〈花とゆめコミックス〉 全11巻
  1. 1994年02月発売、ISBN 4-592-12657-2
  2. 1995年08月発売、ISBN 4-592-12704-8
  3. 1995年11月発売、ISBN 4-592-12716-1
  4. 1997年01月発売、ISBN 4-592-12740-4
  5. 1997年05月発売、ISBN 4-592-12755-2
  6. 1997年10月発売、ISBN 4-592-17106-3
  7. 1998年04月発売、ISBN 4-592-17107-1
  8. 1998年10月発売、ISBN 4-592-17108-X
  9. 1999年04月発売、ISBN 4-592-17109-8
  10. 2000年05月発売、ISBN 4-592-17110-1
  11. 2001年12月発売、ISBN 4-592-17111-X

### 文庫
- 『聖・はいぱあ警備隊』白泉社〈白泉社文庫〉 全5巻
  1. 2004年05月14日発売、ISBN 4-592-88646-1、解説：星野ケイ[1]
  2. 2004年07月15日発売、ISBN 4-592-88647-X、解説：高橋かしこ[2]
  3. 2004年09月15日発売、ISBN 4-592-88648-8、解説：影山由美[3]
  4. 2004年11月12日発売、ISBN 4-592-88649-6、解説：県多乃梨子[4]
  5. 2005年01月14日発売、ISBN 4-592-88650-X